# The Lorelei Madonna
The Lorelei Madonna è un cortometraggio muto del 1915 diretto da Rollin S. Sturgeon.

## Produzione
Il film fu prodotto dalla Vitagraph Company of America (come Broadway Star Features).

## Distribuzione
Distribuito dalla General Film Company, il film - un cortometraggio in tre bobine - uscì nelle sale cinematografiche statunitensi il 20 luglio 1915.